# 埃尔卡萨尔德埃斯卡洛纳
埃尔卡萨尔德埃斯卡洛纳，是西班牙卡斯蒂利亚-拉曼恰托莱多省的一个市镇。总面积40平方公里，总人口1001人（2001年），人口密度25人/平方公里。